# Italienische Meisterschaften im Biathlon 2009
Die Italienischen Meisterschaften im Biathlon 2009 fanden vom 4. bis 5. April des Jahres in Forni Avoltri statt. Sowohl für Männer als auch für Frauen wurden Wettbewerbe in der Staffel und dem Massenstart veranstaltet.

## Männer

### Staffel 4 × 7,5 km
| Platz | Starter                                              | Verein        | Zeit      |
| ----- | ---------------------------------------------------- | ------------- | --------- |
| 1     | Christian De Lorenzi Stefan Zingerle Rudy Zini       | CS Esercito B | 1:07:02,5 |
| 2     | René-Laurent Vuillermoz Nicola Pozzi Markus Windisch | CS Esercito A | + 2:28,6  |
| 3     | Dominik Windisch Mirco Doddi Daniele Piller Roner    | CS Esercito C | + 3:48,8  |

Datum: 5. April 2009
Am Start waren 13 Staffeln von zehn Vereinen. Der CS Esercito trat mit drei Staffeln an, die alle drei Medaillen gewannen. Dabei schlug die B-Vertretung das A-Team beim Kampf um Gold.

### Massenstart – 15 km
| Platz | Starter                 | Verein           | Zeit     | Schießfehler |
| ----- | ----------------------- | ---------------- | -------- | ------------ |
| 1     | René-Laurent Vuillermoz | CS Esercito      | 43:23,1  | 1-0-0-1      |
| 2     | Nicola Pozzi            | CS Esercito      | + 0:31,4 | 0-1-1-1      |
| 3     | Lukas Hofer             | CS Carabinieri   | + 0:40,0 | 3-0-1-1      |
| 4     | Markus Windisch         | CS Esercito      | +1:24,5  | 0-1-2-2      |
| 5     | Claudio Mussner         | GS Fiamme Gialle | + 1:32,2 | 0-1-0-1      |
| 6     | Stefan Zingerle         | CS Esercito      | + 2:00,3 | 0-1-1-3      |
| 7     | Rudy Zini               | CS Esercito      | + 2:42,5 | 0-0-2-1      |
| 8     | Dominik Windisch        | CS Esercito      | + 2:51,9 | 2-1-0-3      |
| 9     | Christian De Lorenzi    | CS Esercito      | + 3:5,9  | 3-2-3-0      |
| 10    | Mirco Doddi             | CS Esercito      | + 3:54,7 | 1-0-2-3      |

Datum: 4. April 2009

## Frauen

### Staffel 4 × 6 km
| Platz | Starter                                               | Verein           | Zeit      |
| ----- | ----------------------------------------------------- | ---------------- | --------- |
| 1     | Barbara Ertl Michela Andreola Roberta Fiandino        | CS Esercito A    | 1:03:23,8 |
| 2     | Katja Haller Alexia Runggaldier Michela Ponza         | GS Fiamme Gialle | + 1:26,0  |
| 3     | Christa Perathoner Federica Sanfilippo Monika Messner | Alto Adige A     | + 3:31,4  |

Datum: 5. April 2009
Am Start waren acht Staffeln von sieben Vereinen.

### Massenstart – 12,5 km
| Platz | Starter            | Verein             | Zeit     | Schießfehler |
| ----- | ------------------ | ------------------ | -------- | ------------ |
| 1     | Michela Ponza      | GS Fiamme Gialle   | 43:24,9  | 0-0-1-2      |
| 2     | Michela Andreola   | CS Esercito        | + 0:32,4 | 1-1-1-0      |
| 3     | Roberta Fiandino   | CS Esercito        | + 0:46,1 | 0-1-1-1      |
| 4     | Barbara Ertl       | CS Esercito        | + 1:12,0 | 0-0-1-0      |
| 5     | Monika Messner     | ASD Anterselva     | + 2:20,4 | 0-0-0-0      |
| 6     | Christa Perathoner | SC Gardena         | + 3:09,9 | 1-1-0-3      |
| 7     | Elena Champvillair | CS Esercito        | + 3:27,1 | 0-1-0-1      |
| 8     | Karin Oberhofer    | CS Esercito        | + 4:5,8  | 1-1-2-1      |
| 9     | Katja Haller       | GS Fiamme Gialle   | + 6:4,0  | 0-0-2-2      |
| 10    | Lisa Prolini       | SC Alta Valtellina | +13:22,5 | 3-1-2-3      |

Datum: 4. April 2009